# Linnaea forrestii
Linnaea forrestii är en tvåhjärtbladig växtart som beskrevs av Friedrich Ludwig Diels. Linnaea forrestii ingår i släktet linneor, och familjen Linnaeaceae. Inga underarter finns listade i Catalogue of Life.